# Elbe-Weser-Radweg

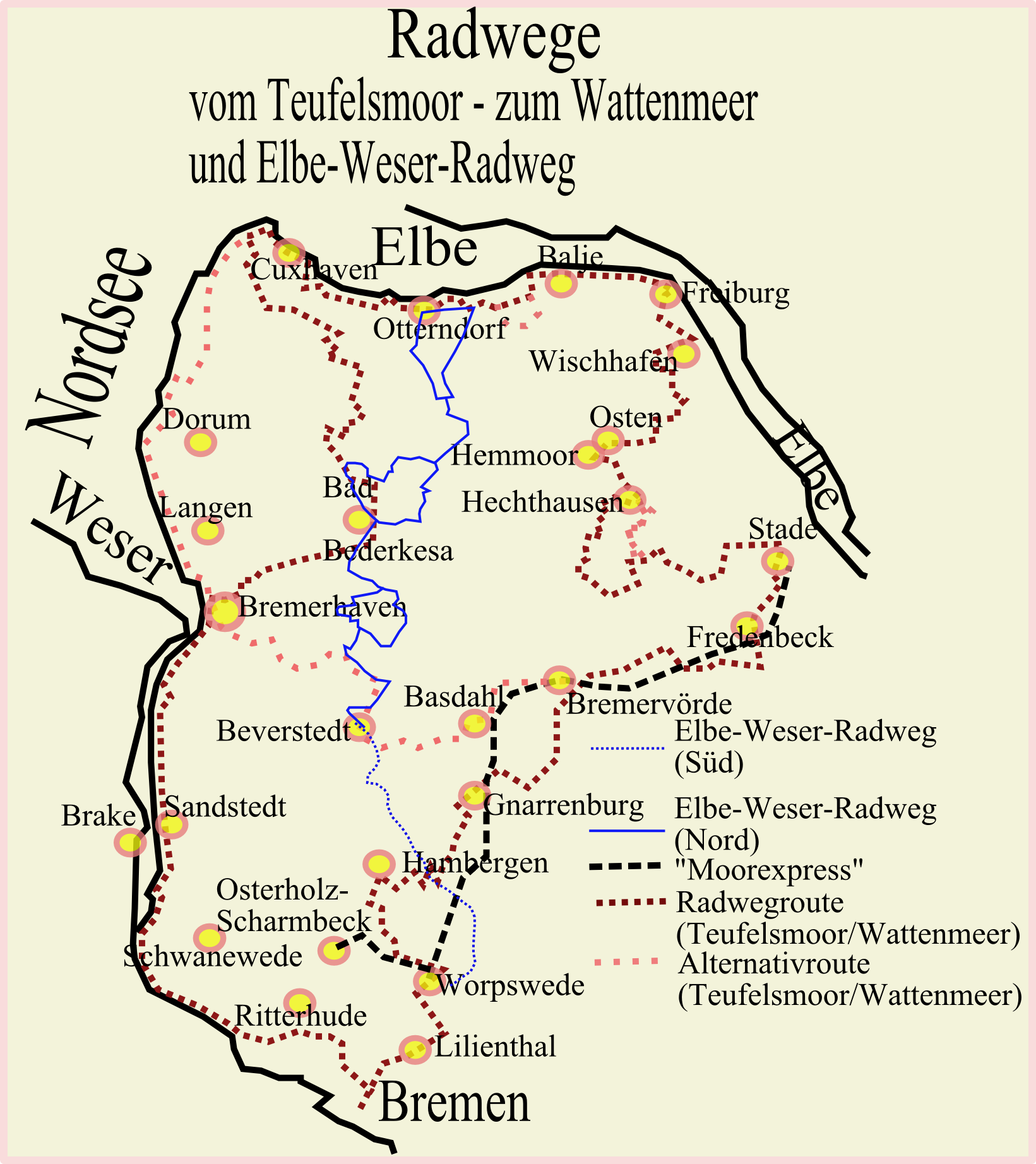
Karte des Elbe-Weser-Radweges

Der Elbe-Weser-Radweg (EWR) führt über 230 km (inklusive Alternativstrecken) von Otterndorf über Beverstedt nach Bremen.

## Geschichte
Etwa 1999 hatten die Touristikfachleute aus dem Cuxland den Radfernweg geplant und mit dem Namen Elbe-Weser-Radweg (EWR) versehen. Ab 2001 betrieb der Allgemeine Deutsche Fahrrad-Club (ADFC) die weitere Planung und Umsetzung. Dabei wurde eine einheitliche Beschilderung der Fernradwege im Landkreis Cuxhaven festgelegt. Erst ab 2005 wurde die Ausführung in Angriff genommen. Zunächst gab es eine Route, die ganz von Ottendorf bis Bremen einen eigenen Verlauf hatte. Nachdem es den Radweg von Cuxhaven bis Bremen als Radwanderweg „Vom Teufelsmoor zum Wattenmeer“ gab, wurde die Routenführung von Beverstedt bis Bremen übernommen. Nur von Ottendorf bis Beverstedt blieb die eigene Routenführung erhalten. 2011 gab dann der Landkreis Cuxhaven eine Info-Broschüre zum EWR heraus.

## Routenführung und Logo

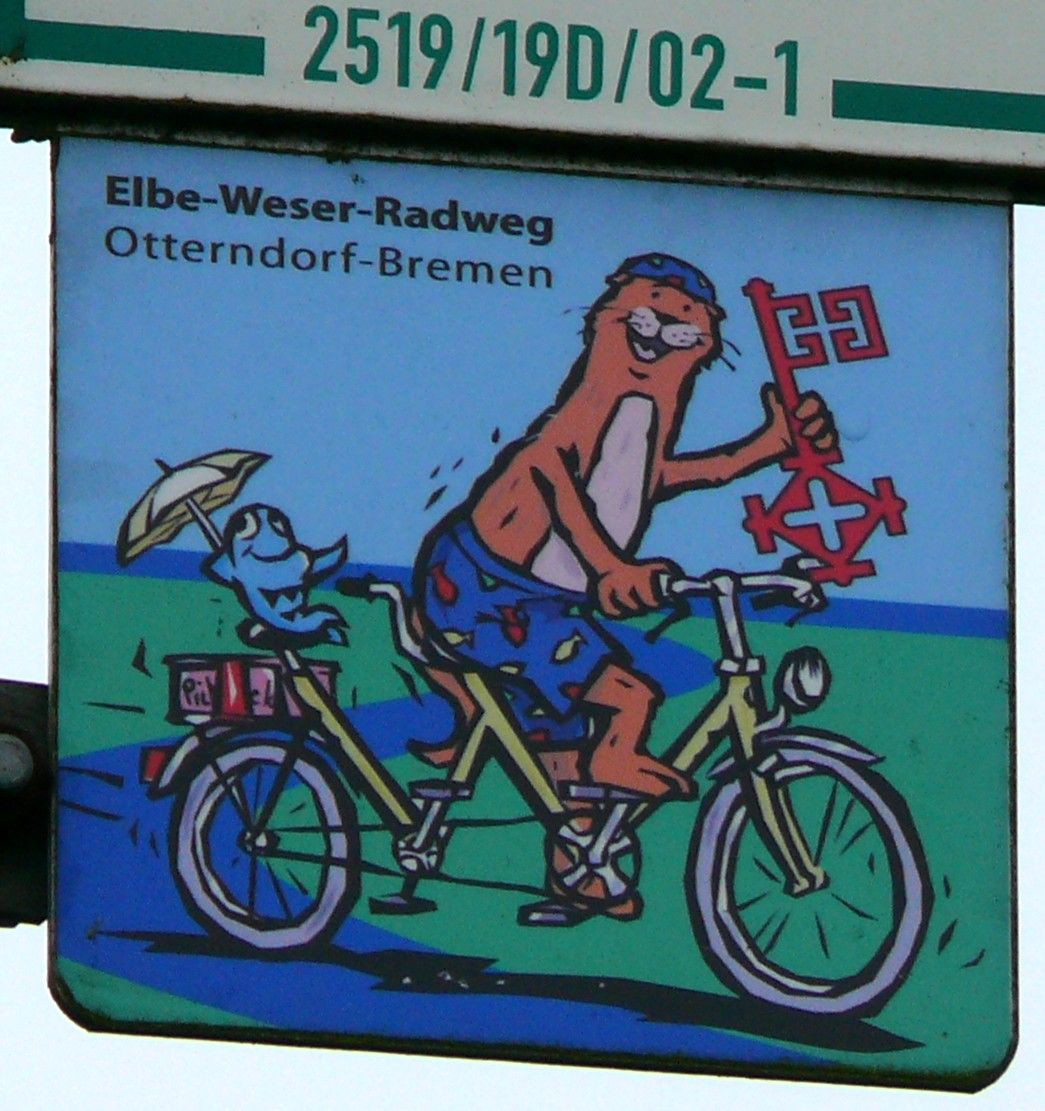
Routenlogo von Otterndorf bis Beverstedt

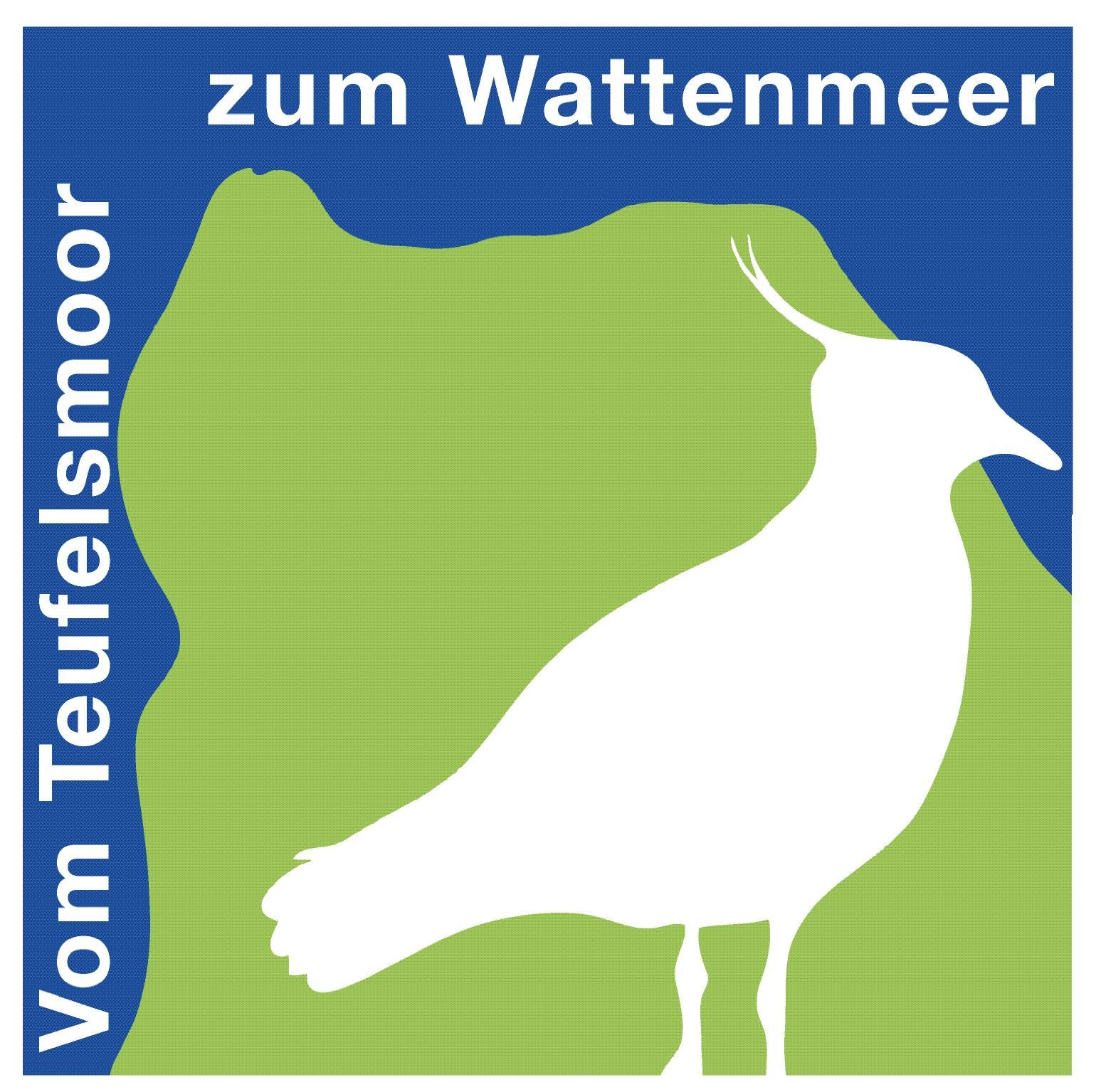
Routenlogo von Beverstedt bis Bremen

Der EWR führt auf einer eigenen Route von Otterndorf bis Beverstedt. Dabei ist das Kennzeichen „Otti“, der auf einem Tandem den Bremer Schlüssel in der Hand hält. Nach Ihlienworth gibt es zwei Varianten des Weges. Über Odisheim geht es weiter, entweder um den Flögelner See oder auf der kürzeren Variante über Ankelohe nach Bederkesa. Über Kührstedt führt die Route weiter entweder von Ringstedt aus durch die Luneniederung oder über Köhlen und Geestenseth nach Altluneberg – von dort über Wehdel, Wollingst, Wehldorf nach Beverstedt.
Von Beverstedt bis Bremen folgt der Weg dem Radwanderweg „Vom Teufelsmoor zum Wattenmeer“. Hier ist die Route mit einem Kiebitz gekennzeichnet.
Die ursprüngliche Wegführung leitete die Radfahrer nicht über Bremervörde, sondern über Wellen, Brunshausen und Hüttenbusch nach Worpswede.